# 小明上廣州
《小明上廣州》（Siu Ming Visit Guangzhou）為2010年尾開始熱門的歌曲，此曲由何沛澄編曲、製作，香港兒科醫生、九龍樂善堂主席李家仁主唱，韋然作曲、填詞，此外还推出了英文版本、國語版本，亦由李家仁主唱，皆由韋然填詞。部份影片被放上影片分享網站YouTube供全球網民觀看。
此歌之前有小明坐火車（2001年），之後亦出現小明去拜年（2011年1月）以及小明搭高鐵（2017年12月），被香港網民熱烈在網上討論區討論及引起關注，部份網民指此歌帶洗腦之意。

## 歌詞
此歌之歌詞內容旨在宣揚2010年廣州亞運及廣州文化，但因其歌詞給予網民洗腦之意，加上歌詞裡出現「政治敏感」字眼，例如提及廣東話、普通話、河蟹等，引起網民關注，在YouTube上更出現大量惡搞及十分鐘洗腦版本。